# District de Hantai
Le district de Hantai (汉台区 ; pinyin : Hàntái Qū) est une subdivision administrative de la province du Shaanxi en Chine. Il est placé sous la juridiction de la ville-préfecture de Hanzhong.